# Omphalodes prolifera
Omphalodes prolifera är en strävbladig växtart som beskrevs av Jisaburo Ohwi. Omphalodes prolifera ingår i släktet lammtungor, och familjen strävbladiga växter. Inga underarter finns listade i Catalogue of Life.